# Naissance en 1435
Naissance
- 1431
- 1432
- 1433
- 1434
- 1435
- 1436
- 1437
- 1438
- 1439

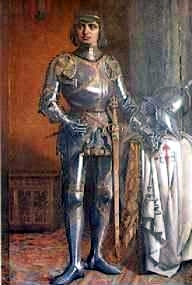
Beltrán de la Cueva, né en 1435.

Cette page dresse une liste de personnalités nées au cours de l'année 1435 :
- 20 janvier : Ashikaga Yoshimasa, huitième des shoguns Ashikaga de la période Muromachi de l'histoire du Japon.
- 1er février : Amédée IX de Savoie, dit le Bienheureux, 3e duc de Savoie, prince de Piémont.
- 8 avril : John Clifford (9e baron de Clifford), parfois surnommé le Boucher, chef militaire anglais de la maison de Lancastre durant la guerre des Deux-Roses.
- 16 juin : Jean II de Żagań, duc de Żagań-Przewóz.
- 23 juin : François II de Bretagne, fils de Richard d'Étampes, qui fut lui-même d'abord comte d'Étampes, puis duc de Bretagne.
- 2 novembre : Andrea della Robbia, céramiste florentin  spécialiste de la  terracotta invetriata et fondateur de l'atelier-boutique des Della Robbia.
- 16 novembre : Guy XV de Laval, comte de Laval et baron de Vitré.

- Ambrogio Calepino, savant et religieux augustin italien.
- Joan Roís de Corella, écrivain valencien de langue catalane.
- Jeanne de France, duchesse de Bourbon et d'Auvergne.
- Bertrand IV de Montferrand, chevalier, baron de Montferrand et de Langoiran, seigneur de Veyrines, d'Agassac, du Cubzaguais, de Marcamps, conseiller et chambellan du duc d'Aquitaine Henri VI d'Angleterre.
- Andrea di Michele di Cione dit Le Verrocchio, peintre, sculpteur, orfèvre, et architecte italien, maître de peinture de Léonard de Vinci.
- Beltrán de la Cueva y Alfonso de Mercado, 1er duc d'Alburquerque, 1er comte de Ledesma et Huelma.
- Susanna Fontanarossa, mère du  navigateur et explorateur Christophe Colomb.
- Yoshida Kanetomo, prêtre shinto de l'époque Sengoku.
- Kim Si-seup, écrivain coréen de la période de Joseon.
- Pietro Lombardo, sculpteur et un architecte italien de la Renaissance.
- Jean Molinet, chroniqueur poète et historien d'expression française.
- Francesco IV Ordelaffi, connu aussi sous le nom de Cecco IV, seigneur de Forlì.
- Raymund Pérault, cardinal français.
- Thomas Stanley, 1er comte de Derby, roi de l'île de Man.
- Swob Sjaarda, noble néerlandaise.
- Martin Truchseß von Wetzhausen, 34e Grand maître de l'ordre Teutonique.
- Hans Waldmann, chef d'armée et bourgmestre de Zurich.

date incertaine (vers 1435)
- Philippe Ier de Croÿ, seigneur de Croÿ et comte de Porcéan, compagnon d'armes de Charles le Téméraire.
- Johannes de Thurocz, aristocrate hongrois, auteur de la Chronique des Hongrois (Chronica Hungarorum), la principale source historique sur la Hongrie.
- Jean Michel, auteur dramatique français.
- Richard Hygons, compositeur anglais.

## Crédit d'auteurs
- Cet article est partiellement ou en totalité issu de l'article intitulé « 1435 » (voir la liste des auteurs).